# Live from the Jungle
Live from the Jungle (яп. ライブ・フロム・ザ・ジャングル, райбу фурому дза дзянгуру) — второй мини-альбом группы Guns N’ Roses, изданный в 1988 году только в Японии. Название является ссылкой на песню «Welcome to the Jungle» из альбома Appetite for Destruction, сама песня на Live from the Jungle не представлена.

## Содержание
Песни «It’s So Easy», «Knockin' on Heaven’s Door» и «Whole Lotta Rosie» были записаны в клубе Marquee Club в Лондоне 28 июня 1987 года. «Shadow of Your Love» и «Move to the City» записывались в студии с последующим наложением шума толпы, для придания им сходства с концертной записью. Песня «Sweet Child O' Mine» взята из альбома Appetite for Destruction без каких-либо изменений.

## Список композиций
| №  | Название                    | Автор(ы)                           | Длительность |
| -- | --------------------------- | ---------------------------------- | ------------ |
| 1. | «It’s So Easy»              | Guns N’ Roses                      | 3:58         |
| 2. | «Shadow of Your Love»       | Эксл Роуз, Иззи Стрэдлин           | 3:06         |
| 3. | «Move to the City»          | Стрэдин, Дэл Джеймс, Крис Вебер    | 3:44         |
| 4. | «Knockin’ on Heaven’s Door» | Боб Дилан                          | 4:40         |
| 5. | «Whole Lotta Rosie»         | Ангус Янг, Малкольм Янг, Бон Скотт | 4:30         |
| 6. | «Sweet Child O’ Mine»       | Guns N’ Roses                      | 5:52         |

## Музыканты
- Эксл Роуз — вокал
- Иззи Стрэдлин — ритм-гитара, бэк-вокал
- Слэш — соло-гитара
- Дафф МакКаган — бас-гитара, бэк-вокал
- Стивен Адлер — ударные, перкуссия